# 타락사스테롤
타락사스테롤(taraxasterol) 또는 안테스테린(anthesterin)은 메발로네이트 경로(mevalonate pathway)에서 파생된 트리테르펜(triterpene)이며 민들레속(dandelion)에서 발견된다.

## 생합성
타락사스테롤(taraxasterol)의 생합성을 위한 전구체는 스쿠알렌(squalene)이다. 이 형성의 첫 번째 단계에서 스쿠알렌은 효소 스쿠알렌 에폭시다제(squalene epoxidase) 플라보단백질(flavoprotein)을 통해 분자 산소, FAD 및 NADPH로 고리화되어 (2S)-2,3-옥시도스쿠알렌을 생성한다. 두 번째 단계에서 옥시도스쿠알렌(oxidosqualene)이 효소에서 의자 형태(chair conformation 또는 cyclohexane conformation)로 접히면서 안정화되념 담마레닐 양이온(dammarenyl cation)이 형성되는 일련의 고리화가 발생한다.
|      |
| 예시 |

그런 다음 담마레닐 양이온은 알킬 이동을 거쳐 6원 고리를 만들고 고리 변형을 완화하여 박카레닐 양이온(baccharenyl cation)을 형성한다. 이것은 박카레닐(baccharenyl) 이중결합(double bond)이 2차 양전하를 공격하게하고 5환 고리 시스템을 형성하여 3차 루파닐(lupanyl) 양이온을 생성한다. 바그너 미어와인(Wagner-Meerwein) 1,2-알킬 이동(alykl shift)이 발생하여 HRS(hexacyclic ring system)와 2차 올레아닐(oleanyl) 양이온을 형성한다. 이것은 3차 타락사스테릴 양이온을 생성하기 위해 Wagner-Meerwein 1,2- 메틸 이동(methyl shift)이 이어진다. 이 양이온은 타락사스테롤 경로의 마지막 중간체이다. 양성자의 탈 양성자가 타락사스테롤을 생성하는 E2 반응(E2 reaction)이 이어진다. 이 생합성에 관여하는 효소는 옥시도스쿠알렌(oxidosesqualene) - 루페올프 사이클라제(lupeopl cyclase)와 옥시도스쿠알렌(oxidosqualene)- B-아미린 사이클라제(B-amyrin cyclase)이다.
|      |
| 예시 |

## 같이 보기
- 락투카리움